# Rush Hour
Rush Hour es una película buddy perteneciente a los géneros policíaco y de artes marciales de 1998. Es la primera cinta en la serie cinematográfica Rush Hour. Dirigida por Brett Ratner. El elenco principal estuvo integrado por Jackie Chan y Chris Tucker quienes interpretan como en toda la trilogía sus roles como el Inspector Lee de la Royal Hong Kong Police y el policía de Los Ángeles James Carter, respectivamente. En el filme, Carter y Lee se enfrentan a una peligrosa banda de delincuentes que han secuestrado a la pequeña hija del cónsul chino.
Rush Hour se estrenó el 18 de septiembre de 1998 fue un gran éxito y se convirtió en la séptima película más taquillera de ese año, con una recaudación de más de 140 millones de dólares en la taquilla de Estados Unidos. 
Su secuela fue Rush Hour 2, también un éxito de taquilla.

## Argumento
La película comienza cuando en el último día del dominio británico sobre Hong Kong, el detective Inspector Lee (Chan) dirige un inmenso operativo policial para capturar al misterioso jefe de las tríadas conocido como Juntao. Sin embargo, Lee solo encuentra a Sang, mano derecha de Juntao, quien logra escapar en una lancha de motor mientras Lee logra capturar a la mayoría de sus cómplices y recuperar varias piezas históricas chinas de altísimo valor robadas antes por Juntao. Posteriormente Lee celebra la victoria con sus superiores Solon Han, el cónsul chino, y Thomas Griffin, último gobernador militar británico en Hong Kong. A su vez, Lee se despide de su alumna de artes marciales Soo Yung, ya que su padre, el cónsul Han, iría en misión diplomática a Estados Unidos, asegurándole a la niña que Estados Unidos es un país amigo.
Una vez que el Cónsul Han establece su sede diplomática en Los Ángeles, Soo Yung es secuestrada por Sang, disfrazado de policía, en su primer día de escuela. Al rato el FBI alerta al cónsul del incidente y el diplomático llama a Lee para resolver el caso y ayudar a su hija. No obstante, el FBI con miedo a que Lee pudiese salir herido o muerto en el operativo, lo que generaría un conflicto internacional, deciden deshacerse de él con la ayuda del Departamento de Policía de Los Ángeles. El capitán Diel de la policía decide contratar al egocéntrico y poco ortodoxo detective James Carter, quien previamente había casi estropeado la captura de un traficante de armas destruyendo parte de la evidencia y dejando heridos a dos policías. Carter al principio se entusiasma creyendo tener una misión más emocionante, pero se frustra al ver que su misión es solo evitar que Lee intervenga en el asunto. Cárter trata de desistir de su misión pero el Capitán Diel lo amenaza con suspenderlo con su paga si fallaba.
Cárter recibe a Lee en el Aeropuerto Internacional de Los Ángeles, llevándolo en un recorrido por todo Los Ángeles siguiendo su tarea de mantenerlo alejado del consulado y tratando de resolver el caso con amigos y conocidos del hampa, de quienes logra obtener información de movimientos extraños en el Barrio Chino y de alguien comprando en el mismo barrio toneladas de explosivos. Lee, angustiado, se las arregla para escapar y llegar al consulado, donde golpea a varios agentes del FBI hasta llegar a la oficina de Han y varios agentes quienes esperaban noticias de la niña. Posteriormente Carter llega al consulado enojado porque Lee se le había escapado y después decide tomar una llamada de Sang, quien exige 50 millones de dólares (Repartidos en billetes menores a 50 dólares) por el rescate de la niña. Al rato, los agentes y los dos detectives llegan a la locación indicada por Sang para pagar el rescate. Lee, sospechando la inusual locación, la cual era un edificio, trata de advertirles de abortar la misión siendo ignorado por los agentes del FBI, pero una bomba explota en el interior del edificio asesinando a varios agentes SWAT. Al ver a pocos metros a Sang, Lee se da a la persecución del criminal junto con Carter. Sang llega a un edificio en construcción donde trata de matar a Lee y de donde luego escapa arrojando un pequeño dispositivo durante su fuga.
Carter decide obtener información del dispositivo a través de la detective Tania Johnson, su colega en la policía, quien identifica el dispositivo como un detonador de algún potente explosivo, posiblemente C-4. La investigación lleva a Carter y a Lee a la cárcel donde Clive, el preso arrestado por Carter al inicio de la película por tráfico de armas, se niega a darles información, pero Lee lo convence de que la secuestrada era una niña de solo 11 años lo que hace sentir culpable a Clive quien confiesa haberle vendido armas a Juntao y que este se encontraba en un restaurante en Chinatown. Una vez allí, la amistad de Carter y Lee empieza a crecer al punto en que Carter le enseña a bailar y Lee  cómo arrebatarle el arma a un criminal, y ambos comparten que sus respectivos padres habían sido policías antes que ellos. Carter decide entrar al restaurante para buscar a Juntao y le pide a Lee asumir su identidad de policía para entrar al restaurante en caso de que no volviese pero que mientras tanto actuase como turista. Carter entra al restaurante donde cena y le pide a una mesera hablar con Juntao, argumentando ser su abogado. Aunque la mesera niega conocer a Juntao sube al piso superior esperando el dinero del rescate y Sang, al reconocer a Carter en las cámaras de seguridad, ordena que lo secuestren. Carter es capturado donde logra observar a Juntao llevándose a Soo Yung. Posteriormente Lee entra como cliente al restaurante y Griffin, asociado con Sang, lo reconoce y ordena asesinarlo. Lee se infiltra como mesero donde no logrando retener su identidad desencadena una batalla ignorando que Warren Russ, agente del FBI, tenía preparado el dinero puesto por el cónsul para el rescate de la niña. Los dos policías huyen (Lee no sin antes recuperar el collar que había obsequiado a Soo Yung poco tiempo atrás a manos de una mesera del restaurante). Russ culpa a Cárter y a Lee del fracaso del rescate.
Posteriormente Lee y Cárter vuelven al consulado y Sang telefonea a Han pidiéndole esta vez 70 millones de dólares por el rescate y amenaza con matar a Soo Yung si se repetía el incidente del restaurante. Lee y Cárter son relevados de la misión porque lo que Lee se ve obligado a volver a Hong Kong no sin antes comunicarle a Han que Juntao estaba detrás del secuestro, pero Carter aun siendo egocéntrico no se da por vencido y ambos deciden rescatarla. Mientras tanto en el consulado, Griffin le aconseja a Han como amigo pagar el rescate.
Las peripecias conllevan a Cárter, a Lee y también a Johnson (convencida por Carter) a una exhibición de las piezas de arte cultural histórico chino en el Centro de Convenciones de Los Ángeles, donde Han y Griffin hacen los preparativos para el pago del rescate. Los tres policías asisten al evento como invitados. Luego de que Carter reconociese a Griffin en el restaurante chino arma una escena advirtiéndole a los invitados de una bomba en el edificio, lo que los obliga a abandonar el evento. Durante la confusión, Lee observa cómo Sang (vestido de mesero) le da a Griffin un detonador igual al encontrado por ambos policías previamente, deduciendo que Griffin no es otro que Juntao. Con su identidad al descubierto gracias a Lee, Griffin amenaza con detonar el explosivo C-4, admitiendo que él es Juntao. Cárter por su parte neutraliza a uno de los sicarios de Juntao y al ver a Soo Yung en una camioneta no logra quitarle el chaleco-bomba, lo que obliga a Cárter a manejar la camioneta hasta el interior del centro de convenciones amenazando y desafiando a Juntao con detonar la bomba, lo que mataría a todos los presentes.
Griffin se da a la fuga y se inicia una balacera entre los sicarios de Juntao, los agentes del FBI y Carter. Johnson y Lee logran inhabilitar el chaleco-bomba de Soo Yung. Lee toma el chaleco donde persigue a Griffin luchando contra varios matones y accidentalmente provocando el destrozo de varias piezas culturales chinas. Griffin sube a lo alto de la edificación huyendo con el dinero del rescate (luego de asesinar y herir a varios agentes del FBI) para escapar definitivamente en un helicóptero. Carter persigue a Sang, donde ambos deciden batirse a duelo luego del incidente en el restaurante y en una rápida maniobra Carter da muerte a Sang. Lee logra perseguir a Griffin donde ambos luchan y terminan colgando en una de las vigas del centro de convenciones ya que Griffin golpea a Lee con el maletín que contenía el dinero del rescate pero termina agarrado del chaleco-bomba que tenía Lee en su afán de recuperar el dinero. Griffin finalmente cae luego de que el chaleco se rompe y muere al caer de una gran altura a la fuente. Lee al perder fuerza para estar sostenido en la viga, es rescatado por Carter (quien toma los billetes caídos del rescate y donde había bromeado con Lee demorándose en rescatarlo) usando una bandera conmemorativa del evento. Posteriormente los demás sicarios de Juntao son capturados y Soo Yung agradece a Lee, Carter y Johnson por haberle salvado la vida.
Con el cónsul y su hija juntos sanos y salvos, Han recompensa a Lee y a Cárter con unas vacaciones en Hong Kong. Antes de partir a Hong Kong, los agentes del FBI Russ y Whitney le ofrecen a Carter trabajar en el FBI, pero Cárter dignamente e insultándoles rechaza la placa del FBI deseando ser solo policía de Los Ángeles y al rato Cárter y Lee empiezan a vivir sus locas vacaciones en Hong Kong.

## Reparto
- Jackie Chan como Detective Inspector Lee.
- Chris Tucker como Detective James Carter.
- Tom Wilkinson como Thomas Griffin/Juntao.
- Tzi Ma como Cónsul Solon Han.
- Ken Leung como Sang.
- Elizabeth Peña como Detective Tania Johnson.
- Mark Rolston como Agente Especial del FBI a cargo de Warren Russ.
- Rex Linn como Agente del FBI Dan Whitney.
- Chris Penn como Clive Cod.
- Philip Baker Hall como Capitán William Diel.
- Barry Shabaka Henley como Oficial Bobby.
- Julia Hsu como Soo Yung Han.

## Recepción de la crítica
El filme tiene una calificación de 61% en Rotten Tomatoes. El consenso en esta página declara que: «Es una producción explosiva en el género de los cop-buddy» En Metacritic obtuvo un puntaje de 60/100 basado en 23 críticas. Roger Ebert exaltó a Jackie Chan por sus secuencias de acción entretenidas sin el uso de dobles de acción y a Chris Tucker por su comedia, además exaltó también cómo formaban un dúo de comedia muy efectivo.

## Estrenos
| País                                                                          | Fecha de estreno                  |
| ----------------------------------------------------------------------------- | --------------------------------- |
| Alemania                                                                      | Jueves 25 de marzo de 1999        |
| Argentina                                                                     | Jueves 21 de enero de 1999        |
| Australia                                                                     | Jueves 14 de enero de 1999        |
| Austria                                                                       | Viernes 26 de marzo de 1999       |
| Bélgica                                                                       | Miércoles 27 de enero de 1999     |
| Belice · Costa Rica · El Salvador · Guatemala · Honduras · Nicaragua · Panamá | Viernes 15 de enero de 1999       |
| Bolivia                                                                       | Martes 16 de febrero de 1999      |
| Brasil                                                                        | Viernes 8 de enero de 1999        |
| Bulgaria                                                                      | Viernes 3 de septiembre de 1999   |
| Chile                                                                         | Jueves 21 de enero de 1999        |
| Colombia                                                                      | Viernes 25 de diciembre de 1998   |
| Corea del Sur                                                                 | Sábado 3 de octubre de 1998       |
| Croacia                                                                       | Jueves 18 de febrero de 1999      |
| Dinamarca                                                                     | Viernes 5 de febrero de 1999      |
| Egipto                                                                        | Miércoles 14 de abril de 1999     |
| EAU                                                                           | Miércoles 2 de diciembre de 1998  |
| Eslovenia                                                                     | Jueves 2 de septiembre de 1999    |
| España                                                                        | Viernes 4 de diciembre de 1998    |
| Estados Unidos · Canadá                                                       | Viernes 18 de septiembre de 1998  |
| Estonia                                                                       | Viernes 21 de mayo de 1999        |
| Filipinas                                                                     | Miércoles 18 de noviembre de 1998 |
| Finlandia                                                                     | Viernes 29 de enero de 1999       |
| Francia                                                                       | Miércoles 27 de enero de 1999     |

| País                         | Fecha de estreno                  |
| ---------------------------- | --------------------------------- |
| Grecia                       | Viernes 15 de enero de 1999       |
| Hong Kong                    | Jueves 8 de octubre de 1998       |
| Hungría                      | Jueves 12 de agosto de 1999       |
| India                        | Viernes 4 de junio de 1999        |
| Indonesia                    | Miércoles 30 de diciembre de 1998 |
| Islandia                     | Sábado 26 de diciembre de 1998    |
| Israel                       | Jueves 18 de febrero de 1999      |
| Italia                       | Viernes 4 de febrero de 2000      |
| Japón                        | Sábado 23 de enero de 1999        |
| Letonia                      | Viernes 7 de mayo de 1999         |
| Líbano                       | Viernes 12 de marzo de 1999       |
| Lituania                     | Viernes 16 de abril de 1999       |
| Malasia                      | Jueves 24 de septiembre de 1998   |
| México                       | Viernes 18 de diciembre de 1998   |
| Noruega                      | Viernes 19 de febrero de 1999     |
| Nueva Zelanda                | Jueves 14 de enero de 1999        |
| Países Bajos                 | Jueves 18 de marzo de 1999        |
| Perú                         | Viernes 29 de enero de 1999       |
| Polonia                      | Viernes 9 de abril de 1999        |
| Portugal                     | Viernes 26 de febrero de 1999     |
| Puerto Rico                  | Jueves 15 de octubre de 1998      |
| Reino Unido Irlanda          | Viernes 4 de diciembre de 1998    |
| República Checa · Eslovaquia | Jueves 11 de marzo de 1999        |
| República Dominicana         | Jueves 4 de febrero de 1999       |
| Rumania                      | Viernes 18 de junio de 1999       |
| Rusia                        | Viernes 22 de enero de 1999       |
| Singapur                     | Jueves 24 de septiembre de 1998   |
| Sudáfrica                    | Viernes 11 de diciembre de 1998   |
| Suecia                       | Viernes 16 de abril de 1999       |
| Suiza                        | Viernes 26 de marzo de 1999       |
| Tailandia                    | Viernes 25 de septiembre de 1998  |
| Taiwán                       | Sábado 26 de septiembre de 1998   |
| Turquía                      | Viernes 8 de enero de 1999        |
| Uruguay                      | Viernes 29 de enero de 1999       |
| Venezuela                    | Miércoles 20 de enero de 1999     |

## Premios y nominaciones
- 1999 ALMA Awards
  - Ganadora: Actriz excepcional en colaboración en película (Elizabeth Peña).

- 1999 BMI Film and TV Awards
  - Ganadora: BMI Film Music Award (Lalo Schifrin).

- 1999 Blockbuster Entertainment Awards
  - Ganadora: Dúo favorito de Acción/Aventura (Jackie Chan and Chris Tucker).
  - Nominación: Actriz favorita de soporte de Acción/Aventura (Elizabeth Peña).

- 1999 Bogey Awards (Alemania)
  - Ganadora: Premios Bogey en plata

- 1999 Golden Screen (Alemania)
  - Ganadora: Golden Screen

- 1999 Grammy Awards
  - Nominación: Mejor composición instrumental escrita para una película cinematográfica o de televisión (Lalo Schifrin).

- 1999 Image Awards
  - Nominación: Excepcional Lead Actor en película cinematográfica (Chris Tucker).

- 1999 Kids' Choice Awards (USA)
  - Nominación: Actor favorito de película (Blimp Award) (Chris Tucker).

- 1999 MTV Movie Awards
  - Ganadora: Mejor dúo en pantalla (Jackie Chan y Chris Tucker).[8]
  - Nominación: Mejor Performance cómico (Chris Tucker).
  - Nominación: Mejor pelea (Jackie Chan y Chris Tucker) (por la pelea con el chino gánster).
  - Nominación: Mejor canción de película (Jay-Z) (Por Can I Get A...)